# Emericella bicolor
Emericella bicolor är en svampart som beskrevs av M. Chr. & States 1978. Emericella bicolor ingår i släktet Emericella och familjen Trichocomaceae.   Inga underarter finns listade i Catalogue of Life.